# تپه صفر
تپه صفر مربوط به سده‌های میانه دوران‌های تاریخی پس از اسلام است و در شهرستان خمین، بخش مرکزی، دهستان رستاق، روستای ریحان علیا واقع شده و این اثر در تاریخ ۲۰ اسفند ۱۳۸۵ با شمارهٔ ثبت ۱۸۰۱۹ به‌عنوان یکی از آثار ملی ایران به ثبت رسیده است.